# Seibert Straughn
Seibert Straughn, född 31 oktober 1967, är en friidrottare från Barbados. Han deltog vid olympiska sommarspelen 1988 och olympiska sommarspelen 1992.